# Thái dương quyển

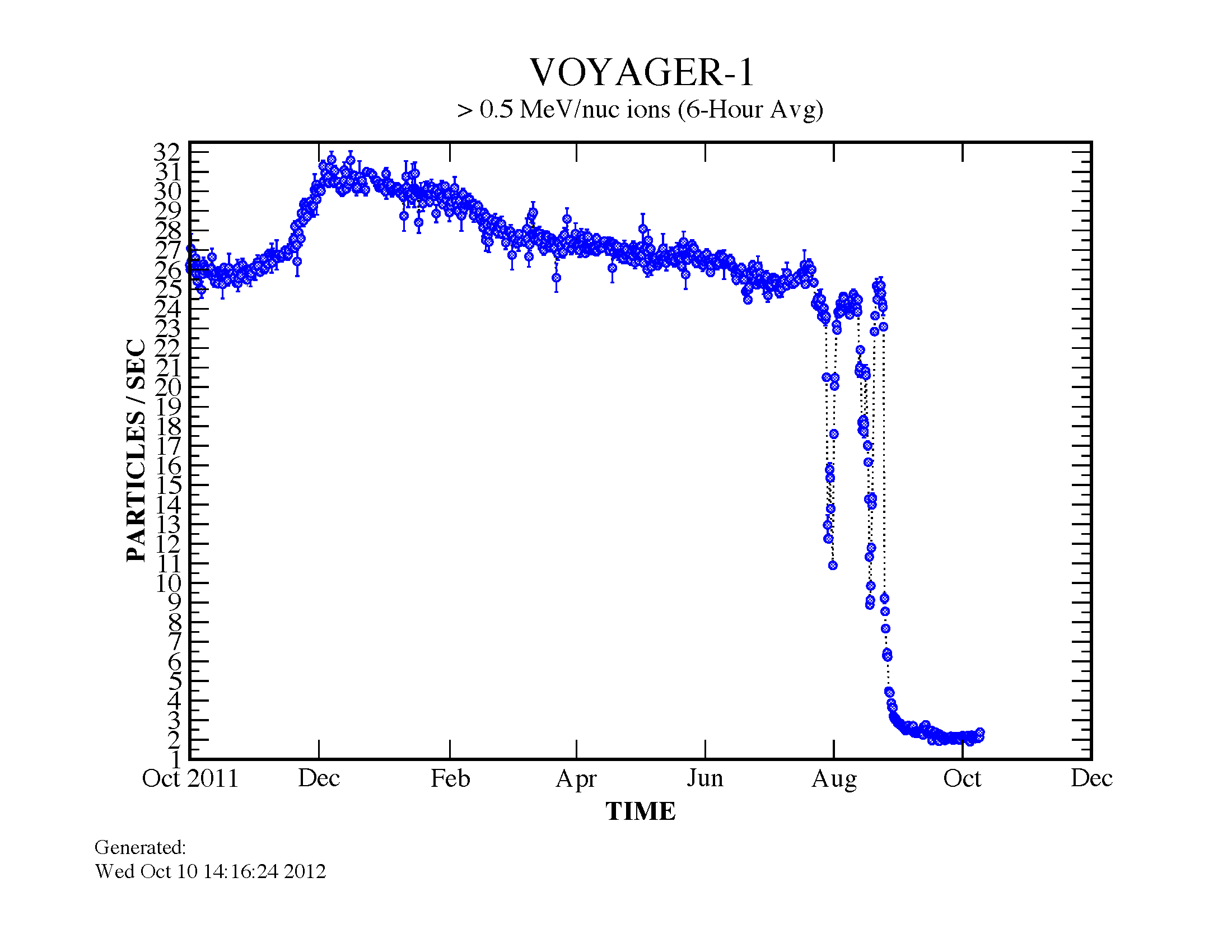
Đồ thị thể hiện sự gia tăng các hạt gió Mặt Trời của tàu Voyager 1 bắt đầu từ tháng 8 năm 2012.

Thái dương quyển (tiếng Anh: heliosphere) là từ quyển, astrosphere, và lớp khí quyển ngoài cùng của Mặt Trời, được lấp đầy bằng gió plasma Mặt Trời và kéo dài xấp xỉ khoảng 20 lần bán kính Mặt Trời ra các mép phía ngoài của Hệ Mặt Trời. Biên giới phía trong của nó được xác định là lớp mà tại đó dòng gió Mặt Trời trở nên superalfvénic—có nghĩa là nơi dòng chảy trở nên nhanh hơn tốc độ của sóng Alfvén. Sự nhiễu loạn và các lực động lực học bên ngoài biên giới này không thể ảnh hưởng tới hình dạng của quầng Mặt Trời bên trong, bởi thông tin chỉ có thể di chuyển với tốc độ của các sóng Alfvén. Gió Mặt Trời đi ra bên ngoài liên tục xuyên qua thái dương quyển, hình thành nên trường điện từ Mặt Trời bên trong hình dạng xoắn ốc, cho tới khi nó va chạm với nhật mãn với khoảng cách hơn 50 AU từ Mặt Trời. Tháng 12 năm 2004, tàu vũ trụ Voyager 1 đã vượt qua một dải chấn được cho là một phần của nhật mãn. Cả hai tàu Voyager đều ghi nhận mức độ hạt năng lượng cao khi chúng tiếp cận biên giới.

### Các giả thuyết cũ
Warning, content may be outdated
- The Heliosphere, MIT Space Plasma Group
- UI's Don Gurnett Says Voyager 1 Is Approaching Edge Of Solar System Lưu trữ ngày 9 tháng 2 năm 2006 tại Wayback Machine ngày 8 tháng 12 năm 2003 Univ. of Iowa Press release
- NASA's Interstellar Probe Lưu trữ ngày 10 tháng 12 năm 2010 tại Wayback Machine (2000)
- CNN: NASA: Voyager I enters solar system's final frontier – ngày 25 tháng 5 năm 2005
- New Scientist: Voyager 1 reaches the edge of the solar system – ngày 25 tháng 5 năm 2005
- Surprises from the Edge of the Solar System Lưu trữ ngày 8 tháng 3 năm 2007 tại Wayback Machine – Voyager 1 Newest Findings as of September 2006
- The heliospheric hydrogen wall and astrospheres
- Heliosphere Lưu trữ ngày 1 tháng 6 năm 2010 tại Wayback Machine, has a diagram.
- Heliosphere Astronomy Cast episode #65, includes full transcript.